# Ажикмаа-Рушева, Наталья Дойдаловна
Ната́лья Дойда́ловна Ажикма́а-Ру́шева (имя при рождении Ажикмаа Салчак; 20 ноября 1926 — 7 января 2015) — тувинская, советская балерина. Мать художницы-графика Нади Рушевой (1952—1969). Заслуженный работник Республики Тыва (2001).

## Биография
Родилась в 1926 году в роду Салчак, при рождении ей было дано имя Ажыкмаа. 
При паспортизации в 1944 году ей присвоили имя Наталья, имя записали в качестве фамилии Ажикмаа, а отчество образовали от имени матери Дойдал..
С 1942 года жила в Кызыле. Сперва училась в цирковой школе, а в 1943 году поступила в балетное училище — это был первый набор, произведённый приехавшим в Туву для создания тувинского национального балета московским балетмейстером Анатолием Шатиным. Наталья Ажикмаа солировала в первом тувинском женском балетном номере «Звенящая нежность», поставленном в 1943 году Шатиным на музыку Алексея Аксёнова. Шатин писал в своих воспоминаниях:

Когда я работал над этим танцем, постоянно обогащался народными тувинскими традициями и обычаями. Колокольчики звенят в руках девочек — это я ходил к ламам и увидел у них звонкий шан и попросил кузнеца сделать такие же, только маленькие. Для пальцев. Эти тарелочки поют разными нотами: до-ре-ми-фа-соль-ля-си. Отсюда родилась у меня мысль о семи девочках: они должны играть по нотам, а солистка Н. Ажикмаа, прекрасно исполняющая свою партию, выразительно и артистично ведёт роль.

Наряду с исполнительницей первого сольного танца Шатина Галиной Бады-Сагаан Наталья Ажикмаа считается первой балериной в истории Тувы.
После того как в 1949 году балетная труппа Кызылского театра прекратила своё существование, Наталья Ажикмаа работала в театрах Улан-Батора и Москвы. Муж — Николай Рушев.
Н. Д. Ажикмаа-Рушева жила в Москве, но по-прежнему была уважаема и на родине: так, в 2006 году в связи с её 80-летием она была выдвинута на соискание символического звания «Сибиряк года» — в числе 34 претендентов со всей Сибири, включая и президента России Владимира Путина.

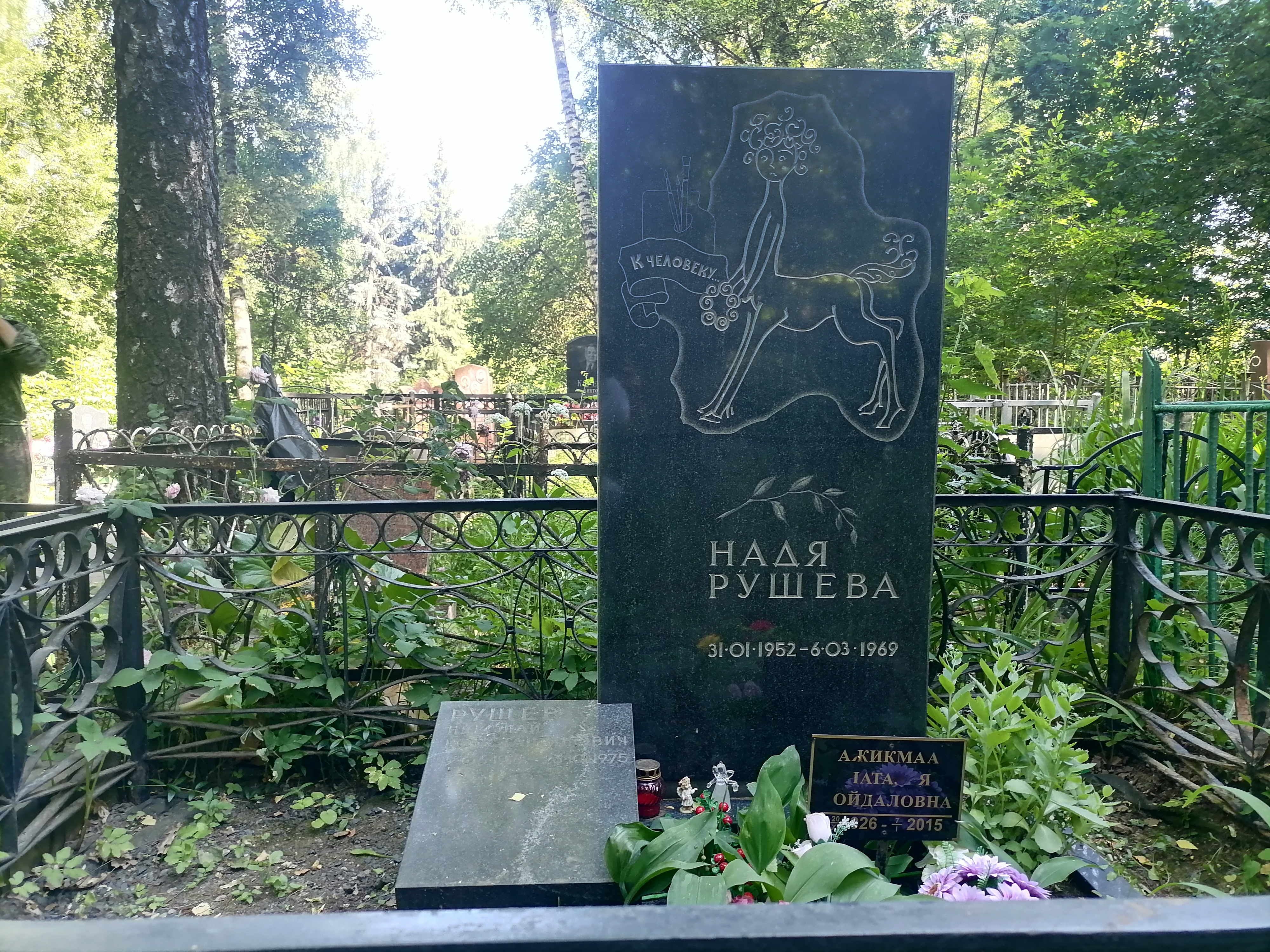
Семейное захоронение Рушевых на Покровском кладбище

Умерла 7 января 2015 года в Москве. Урна с прахом Натальи Дойдаловны захоронена на Покровском кладбище рядом с дочерью и мужем.

## Награды
- Медаль «За доблестный труд» Республики Тыва (14 мая 2004 года) — за заслуги и личный вклад в развитие профессионального искусства и многолетний добросовестный труд[5].
- Заслуженный работник Республики Тыва (20 ноября 2001 года)[6]

## Память
- Отмечалось 85-летие Натальи Ажикмаа-Рушевой[7].